# Domenico Fontana
Domenico Fontana (Melide, 1543. — Napulj, 1607.), bio je talijanski inženjer i arhitekt tijekom kasne renesanse i ranog baroka, i brat Giovannija Fontane.
Fontana je došao vrlo mlad u Rim, gdje je radio sve do 1592., kada je pozvan u Napulj izgraditi kraljevsku palaču. U Rimu su poznati njegovi radovi na rekonstrukciji verande Bazilike sv. Ivana Lateranskog i kapele pape Siksto V. u Bazilici sv. Marije Velike. Također je dovršio, prema Michelangelovim nacrtima, kupolu Bazilike sv. Petra.
Fontana je biio glavni arhitekt pape Siksta V. (1585. – 1590). Organizirao je prijevoz i postavljanje obeliska koji se danas nalazi na sredini Trga svetog Petra. 
Projektirao je velike palače u Vatikanu i Lateranu kao i Vatikansku knjižnicu.